# Radulphius
Genre
Radulphius est un genre d'araignées aranéomorphes de la famille des Cheiracanthiidae.

## Distribution
Les espèces de ce genre sont endémiques du Brésil.

## Liste des espèces
Selon World Spider Catalog (version 20.0, 17/01/2019) :
- Radulphius barueri Bonaldo & Buckup, 1995
- Radulphius bicolor Keyserling, 1891
- Radulphius bidentatus Bonaldo & Buckup, 1995
- Radulphius boraceia Bonaldo & Buckup, 1995
- Radulphius caldas Bonaldo & Buckup, 1995
- Radulphius camacan Bonaldo, 1994
- Radulphius cambara Bonaldo & Buckup, 1995
- Radulphius caparao Bonaldo & Buckup, 1995
- Radulphius lane Bonaldo & Buckup, 1995
- Radulphius laticeps Keyserling, 1891
- Radulphius latus Bonaldo & Buckup, 1995
- Radulphius monticola (Roewer, 1951)
- Radulphius petropolis Bonaldo & Buckup, 1995
- Radulphius pintodarochai Bonaldo & Buckup, 1995
- Radulphius singularis Bonaldo & Buckup, 1995

## Publication originale
- Keyserling, 1891 : Die Spinnen Amerikas. Brasilianische Spinnen. Nürnberg, vol. 3, p. 1-278 (texte intégral).